# 黄芸苏

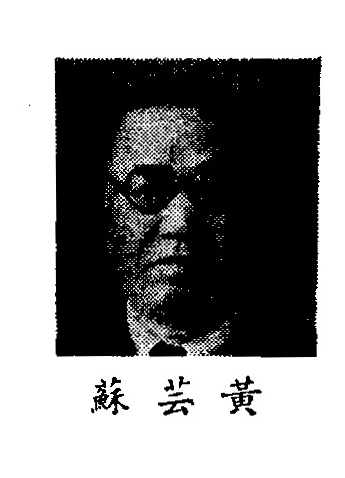

黄芸苏（1882年—1974年5月18日），字慰民，号魂苏，广东台山人，中华民国政治人物。

## 生平
黄芸苏早年前往美国，曾参与组织少年学社并创办《少年周报》，1910年少年学社改组为同盟会旧金山分会后当选会长。次年任同盟会美洲支部长。武昌起义后返国出任临时大总统府特派广东宣慰委员。1912年作为教育部稽勋局第一批留学生返回美国学习，获哥伦比亚大学硕士学位。
1921年再次回国，历任大本营秘书、广东省教育委员会政务委员、广州市财政局局长、国民政府政财部财政设计委员会常委、国民政府参事等。1929年起，历任中华民国驻檀香山领事、驻旧金山总领事。1933年出任中华民国驻墨西哥全权公使。抗日战争期间，曾任湘赣区长河分区税务管理局局长、第一战区货运稽察处处长。1942年任立法委员，1946年任制宪国民大会代表。1947年至1950年出任中华民国驻多米尼加全权公使，此后担任美国罗省中华学校校长。1957年赴台，1974年在美国逝世。